# Teli bolygó, üres tányérok (Az élelmiszerhiány új geopolitikája)
A Teli bolygó, üres tányérok – Az élelmiszerhiány geopolitikája eredeti angol cím:  Full Planet, Empty Plates – The New Geopolitics of Food Scarcity Lester R. Brown könyve, 2012-ben jelent meg a W. W. Norton & Company kiadónál New Yorkban.

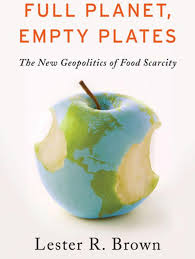
Lester R. Brown: Teli bolygó, üres tányérok (Az élelmiszerhiány új geopolitikája), W. W. Norton & Company, New York, London, 2012

## Összefoglaló
Lester R. Brown az emberiség élelmiszerellátásával foglalkozó könyvében megállapítja: az emberiség az élelmiszerbőségből az élelmiszerhiányba való átmenet korszakában van, és a Földön lázas versenyfutás kezdődött a termőföldekért, és eljött az élelmiszerellátás geopolitikájának új korszaka. „Napjaink új olaja az élelmiszer, a termőföld pedig az új arany.”
Az élelmiszerellátást veszélyeztető tényezők, a szerző szerint, az élelmiszer iránti kereslet szempontjából a túlnépesedés, a növekvő húsfogyasztás és az élelmiszerek etanol gyártásra történő felhasználása. Ugyanakkor az élelmiszerek kínálatának növekedését korlátozza a globális felmelegedés, az egyre gyakrabban tapasztalható aszályok, a talajerózió, a sivatagosodás, a talajvizek kimerülése, a megművelhető földek véges mennyisége és az a tény is, hogy a hozamnövekedés eljutott a biológiailag lehetséges maximumhoz.
A szerző részletesen leírja, hogy egyes országok óriási mennyiségben vesznek termőföldet más országokban, hogy ott saját országuk számára termeljenek élelmiszert. (A földszerzések gyakran olyan országokban történnek, melyeket amúgy is éhínség sújt.)
Lester R. Brown kifejti: a húsfogyasztást csökkenteni kell és meg kell állítani a népességnövekedést. A takarmányt hatékonyabban fehérjévé átalakító állattartásra kell áttérni.  Meg kell szüntetni a mezőgazdasági termékek üzemanyag gyártásra történő felhasználását.  Meg kell állítanunk a talajeróziót, és növelni kell a vízfogyasztás hatékonyságát.
Ennek a könyvnek az a célja, hogy segítsen ráébreszteni az embereket arra, hogy fogytán az időnk. Lehet, hogy a világ közelebb áll egy kezelhetetlen élelmiszerválsághoz, mint azt a legtöbb ember gondolja – egy olyan helyzethez, melyben égbe szöknek az élelmiszerárak, egyre több az élelmiszerhiány okozta zavargás, és végül is megszűnik a politikai stabilitás.

## Részletes ismertető

### Az élelmiszerellátás: a gyenge láncszem
Napjainkban olyan hosszú távú folyamatokkal szembesülünk, amelyek: növelik az élelmiszerek iránti keresletet és korlátozzák az élelmiszertermelést.
Az élelmiszerek keresletét növeli a népességnövekedés, az a tény, hogy az életszínvonal emelkedésével az emberek felfelé lépnek az élelmiszerláncban és az is, hogy élelmiszerből készítenek bioüzemanyagot. A kínálatot az alábbi tényezők fogják vissza: a talajvízkészletek kimerülése, a gabonahozamok stagnálása, és a globális felmelegedés
Élelmiszerhiány esetében a múltban nagy gabonatartalékok álltak rendelkezésre, továbbá az ugaroltatott termőföldek. Napjainkra elvesztettük ezt a két biztonsági tartalékot: az Egyesült Államok feladta a termőföld tartalékolási programját és a gabonatartalékok veszélyesen alacsony szintre zuhantak.  Lester Brown kifejti: az emelkedő kereslet és az élelmiszerek kínálatának csökkenése eddig nem látott magasságokba emeli az élelmiszerek világpiaci árait.
A szerző leírja: „Néhány gazdagabb ország élükön Szaúd-Arábiával, Kínával és Dél-Koreával arra a szokatlan lépésre határozta el magát, hogy más országokban vásárolnak földterületeket, vagy hosszú távra földterületeket bérelnek maguknak, amelyeken aztán saját maguknak termelnek élelmiszereket. Az elhatározás megszületése óta a földszerzési akciók száma gyorsan nőtt. A termőföldre vadászó országok legfontosabb kiszemelt terepei Etiópia, Szudán és Dél-Szudán–mindegyikük olyan ország, melynek területén emberek millióit az ENSZ Élelmezési Programjától származó adományokkal tartanak életben.”
Jelenleg közel 1 milliárd ember éhezik. Egyes családokban ún. „ételmentes napok” vannak, amikor a család egyáltalán nem eszik semmit sem. A gyermekek szenvednek a legtöbbet: egyesek közülük fizikailag és szellemileg visszamaradnak a fejlődésükben, és képtelenek a bennük szunnyadó képességek kibontakoztatására.

### A népességnövekedés ökológiája
A szerző kifejti: „Az emberiség történetének leghosszabb részében a népességnövekedés annyira lassú volt, hogy a változásokat egy generáción belül nem is lehetett észlelni. Ahhoz, hogy az emberiség lélekszáma 1804-g elérje az egy milliárd főt, az ember megjelenése óta számított összes időre szükség volt. 1927-ig, tehát valamivel több mint 100 évig kellett várni, mire az emberiség lélekszáma két milliárd főre emelkedett. Harminchárom évvel később, 1960-ban a népességszám elérte a három milliárdot. Ezt követően a népességnövekedés üteme tovább gyorsult, mert mintegy 13 évente újabb milliárddal nőtt a Föld lakóinak száma, mire 2011 vége felé elérte a 7 milliárdot.” Jelenleg gyorsan haladjuk meg a Föld azon képességét, amellyel képes eltartani a növekvő létszámú emberiséget. Bolygónkon 7 milliárd ember él. Minden évben majdnem 80 millióval nő a Földön élő emberek száma.
Túlterhelt rendszerek
- Túlhalászás:[12] az óceánok halászterületeinek 80 százalékán a maximális lehetséges kapacitással vagy azt meghaladva zajlik a halászat.
- Túllegeltetés:[12] Az egész Földön a legeltetett állatállomány létszáma 1,2 milliárddal emelkedett 1960 óta.
- Túlzott fakitermelés:[12] A világon lévő erdőterület évente nettó 5,6 millió hektárral csökken. Ez egy akkora terület, mint Costa Ricáé.
- Túlszántás:[13] Afrika, Ázsia és a Közel-Kelet egyes területein a termőföldek megművelhetetlen területekké alakulnak át.
- Túlszivattyúzás:[14]  A világ lakosságának fele olyan országokban él, amelyekben a talajvizek visszatöltődésénél gyorsabban szivattyúzzák ki a talajvizet.

### Előrelépés az élelmiszerláncban
A szerző  megállapítja: „Minden olyan társadalomban, amelyben a jövedelmek növekedtek, a hús, a tej, a tojás és a tengeri halak iránti intenzív kereslet az állati fehérjefogyasztás nagy növekedésével járt. Napjainkban mintegy hárommilliárd ember lép a tápláléklánc magasabb lépcsőire. A létminimumon élő emberek esetében a kalória bevitel 60 százaléka jellemzően egyetlen keményítőtartalmú élelmiszerből, rizsből, búzából vagy kukoricából származik. A jövedelmek növekedésével párhuzamosan az étrend egyre változatosabbá válik, és növekszik az állati eredetű fehérjék mennyisége.”.
Lester Brown környezetvédelmi szempontokat figyelembe véve elemzi a hústermelés trendjeit, és megállapítja, hogy „a húsfogyasztás trendjeiben bekövetkező változások a hús előállításának költségétől függenek, és ez utóbbi pedig azokat a hatékonyság tekintetében fennálló jelentős különbségeket tükrözi, mellyel a szarvasmarha, a sertés, a csirke és a tenyésztett halak a gabonát fehérjévé konvertálják.” .

### Élelmiszert vagy üzemanyagot akarunk-e?
Lester Brown kifejti: a bioüzemanyagok nemcsak szerepet játszottak az élelmiszerárak emelkedésében ezzel növelve az éhezők számát, hanem az energiahatékonyság szempontjából sincs sok értelmük.
Álláspontja a következő: „Akár környezetvédelmi, akár gazdasági szempontból nézzük, mindannyiunk számára előnyös lenne, ha az üzemanyag folyadékok használatáról átállnánk az elektromotoros gépjárművekre. Ha a gépkocsik meghajtására szélfarmokból, napelemekből vagy geotermikus erőművekből származó áramot használnánk, ez drasztikusan csökkentené a karbonkibocsátást. Jelenleg rendelkezésünkre állnak azok a villamos energia termelői és gépjárműipari technológiák, amelyekkel károsanyag- és karbonkibocsátás-mentes szállítási rendszereket hozhatunk létre, tehát olyan rendszereket, amelyek nem függenek sem az olajfogyasztástól, sem az élelmiszernövények etanollá történő átalakításától.”

### A talajerózió sötét árnyékot vet a jövőnkre
Az országok sorát felvonultató részletes elemzés két legfontosabb következtetése:
- „A túlszántás, a túllegeltetés és az erdőirtás a talajt sebezhetővé teszi a szél- és vízerózióval szemben. Napjainkban a világ szántóföldterületeinek egyharmadán gyorsabb az erózió számlájára írható talajpusztulás, mint a talajképződés. A termőtalaj pusztulása csökkenti a termőföldek termékenységét és végül arra kényszeríti a gazdákat és legeltetésből élőket, hogy elhagyják a földjeiket.”[19]
- „A termőföld egyre gyorsuló ütemben zajló elvesztése lassan, de biztosan csökkenti a Föld eleve adott biológiai termékenységét. A mezőgazdasági termelésre alkalmas területek folyamatos zsugorodása és a Föld lakosságának folyamatos növekedése között konfliktus van kialakulóban. Igaz ugyan, hogy a talajerózió és föld minőségének romlása helyben jelentkező problémák, de hatásuk az élelmiszerellátásra az egész Földön érezhető."[20]

### A vízkészletek hasznosításának maximuma és az élelmiszerhiány
A világ vízfogyasztásának 70%-át a mezőgazdaság használja fel. A Föld gabonatermésének mintegy 40%-át öntözött földeken termelik. „Mivel az élelmiszer rendkívül víz intenzív termék, nem hat meglepetés erejével, hogy a világ vízfogyasztásának 70 százalékát öntözésre használják. Noha széles körökben elfogadják, hogy a világ súlyos vízhiánnyal kénytelen szembenézni, nem mindenki ismeri fel: a vízhiánnyal jellemezhető jövő egyben az élelmiszerhiánnyal jellemezhető jövő is.”
A túlszivattyúzással élelmiszer termelési buborékok jönnek létre, melyek a vízkészletek kiszáradásával kipukkadnak. Indiában 175 millió, Kínában pedig 130 millió ember túlszivattyúzásból nyert gabonát fogyaszt. A Közel-Keleten a népesedésnövekedés és a rendelkezésre álló vízkínálat közötti összeütközés lecsökkenti a régió gabonatermelését. Problémát okoz, „az öntözött területek növekedési ütemének drámai lelassulása és a talajvízmedencék kimerülése, ami egyes országokban már jelenleg is csökkenti az öntözött területeket, arra utal, hogy valószínűleg hamarosan eljutunk a vízfogyasztás maximális lehetséges szintjére.
A versenyfutás a szűkösen rendelkezésre álló vízerőforrásokért regionális és nemzetközi szinten egyaránt feszültségeket okoz, és viszályhoz vezet: egyfelől a városok és a mezőgazdasági termelők között, másfelől pedig az országok között.
„Az emelkedő vízfogyasztás minden évben egyre inkább meghaladja a rétegvizek fenntartható hozamát, ez pedig azt jelenti, hogy a talajvízszint csökkenése minden évben nagyobb, mint az előző évé. Az egyre szűkösebben rendelkezésre álló vízkészletek problémájával sürgősen foglalkozni kell, és ezt a kijózanító felismerést az is alátámasztja, hogy egyetlen egy ország sem létezik, amelyiknek sikerült volna feltartóztatnia a vízszint csökkenését. A gyorsan kialakuló vízhiány globális méretekben még nem okozott élelmiszerhiányt. Ha azonban nem foglalkozunk vele, ez a helyzet hamarosan bekövetkezhet.”

### A gabonahozamok növekedése stagnálásba megy át
„1950 és 1973 között a világ mezőgazdasága megduplázta a gabonatermést, és ez a növekedés majdnem teljes egészében a hozamok emelkedéséből adódott. Másképp kifejezve: ennek a 23 éves időszaknak a termésnövekedése akkora volt, mint a mezőgazdaság kezdeteitől az egészen 1950-ig elért növekedés. Ennek a bámulatra méltó növekedésnek a kulcsa a műtrágyázás, az öntözés és a magasabb hozamú fajták meghonosítása volt, amihez erős, termelést növelő gazdasági ösztönzők járultak.”
Úgy tűnik, hogy a francia, a német és az egyesült királyságbeli gazdák elérték a hozamok biológiailag lehetséges felső határát, és a mezőgazdasági technikákban mutatkozó utolsó hiányosságokat is felszámolták.  Mára a mezőgazdaság eljutott a hozamnövekedés biológiai maximumához, ami visszafogja az élelmiszerkínálatot. „Ahogy egyre nőnek a hozamok, egyre több ország egyre közelebb kerül lehetőségei végső határáig. Ezzel párhuzamosan a Föld emelkedő hőmérséklete egyre nehezebbé teszi a gabonahozamok folyamatos emelkedésének hosszú ideig tartó fenntartását.”

### Emelkedő hőmérséklet és emelkedő élelmiszerárak
Az Éghajlatváltozási Kormányközi Testület előrejelzése szerint a Föld átlagos éghajlata ebben az évszázadban 6,4 Celsius-fokkal fog emelkedni. A jelenlegi trendek már ezt az előrejelzést is meghaladják. Az optimális hőmérsékletet meghaladó minden 1 Celsius-fokos hőmérséklet-emelkedéssel kapcsolatban arra számíthatunk, hogy a búza, a rizs és a kukorica 10 százalékos hozam csökkenéssel reagál.
A múltban az extrém időjárási események anomáliának számítottak, és a gazdák arra számíthattak, hogy a következő aratás idejére az időjárás visszatér a korábbi megszokott viszonyokhoz. De most, hogy a hőmérséklet emelkedik és az éghajlat változik, egyszerűen nem létezik az a normális időjárás, melyhez az időjárási események visszatérhetnének.

### Kína és a szójabab jelentette kihívás
Kína a világ legnagyobb szójabab importálója.  Növelni kellene a szójabab termesztésre használt területeket, de erre jelenleg csak Brazília képes.  „Noha az erdőirtás Brazílián belül zajlik, ennek a jelenségnek a hajtóereje az, hogy szerte a világban nő a hús, a tej és a tojás iránti kereslet. Egyszerűen kifejezve: az amazonasi esőerdő megmentése napjainkban attól függ, hogy képesek vagyunk-e a népességszám lehető leggyorsabb és az egész világra kiterjedő stabilizálásával szójabab iránti kereslet növekedésének gátat vetni. A világ módosabb lakói számára ez ezt jelenti, hogy csökkentik a húsfogyasztást ezzel lassítva a szójabab iránti kereslet növekedését.”

### Globális versenyfutás a termőföldekért
A gabona és szójabab árak megduplázódása 2007-ben és 2008-ban rávilágított az élelmiszerhiány új geopolitikájára: minden ország külön-külön a maga érdekeiért harcol. „Ahogy az élelmiszerárak szerte a világban emelkedésnek indultak, néhány exportáló ország elkezdte korlátozni gabonaszállítmányait arra törekedve, hogy otthon visszafogja az élelmiszerinflációt. Erre az importáló országok pánikba estek. Néhány közülük megpróbált hosszú távra szóló gabonaszállítási szerződéseket kötni, de egy az eladók által dominált piacon csak kevés volt közülük sikeres. Az importáló országok, úgy tűnik, egyik pillanatról a másikra, felismerték, hogy a számukra rendelkezésre álló kevés lehetőségből az egyik az, ha külországokban találnak olyan termőföldeket, melyeken saját maguk termelnek saját maguknak.”
A szerző legfontosabb megállapításai: A földművelők és bennszülöttek gyakran csak akkor értesülnek a földszerzési akciókról, amikor földjeik elhagyására kényszerítik őket. Mivel a föld tulajdonjoga hivatalosan nem szabályozott, a helyi lakosság számára nehézzé válik a földszerzési akciókkal szembeni tiltakozás. Magasan gépesített mezőgazdasági termelési projekteket indítanak be, melyek a helyi lakosságnak kevés munkaalkalmat kínálnak. A megtermelt élelmiszert leggyakrabban a befektető országába szállítják, így az egyáltalán nem járul hozzá a helyi élelmiszer kínálathoz. A földszerzési akciók szükségképpen egyben a vízerőforrások megszerzését is jelentik.
„Eddig sosem látott tülekedés kezdődött a termőföldekért, mely nem ismer határokat. Noha a földszerzések mögötti hajtóerő az élelmiszer- és energiaellátással kapcsolatos bizonytalanság, ezeket az ügyleteket roppant nyereséges befektetési lehetőségnek is tartják. A szenegáli ActionAid munkatársa, Fatou Mbaye megjegyzi: ’A termőföldből gyorsan a világ új aranya lett, és épp most zajlik az aranyláz.’ ”

### Képesek vagyunk-e megakadályozni az élelmiszerellátás összeomlását?
A szerző véleménye szerint „ahogy az élelmiszerellátás egyre nehezebbé vált, úgy alakult ki az élelmiszerellátás új geopolitikája, egy olyan világ, amelyben a termőföldekért és a vízért folyó versenyfutás egyre erősödik, és minden ország egyedül próbál meg boldogulni. Nem állíthatjuk, hogy nem vagyunk tudatában az élelmiszerárakat és civilizációnkat aláásó folyamatoknak. Tudjuk, milyen lépésekre van szükség.”
Lester Brown felvázolja a stabilabb élelmiszerellátáshoz vezető utat: „Az élelmiszerellátás keresleti oldalán négy sürgős lépésre van szükség: (1) Stabilizálni kell a Föld lakosságát; (2) Fel kell számolni a szegénységet; (3) Csökkenteni kell a túlzott húsfogyasztást; (4) Vissza kell vonni bioüzemanyag-gyártás ösztönzőit, melyek következtében az egyébként emberek élelmezésére használt élelmet, termőföldeket és vizet üzemanyag-gyártásra használják. Szükség van arra, hogy mind a négy területen egyszerre érjünk el haladást.”
A kínálati oldalon az alábbi lépések szükségesek: „Az élelmiszeregyenlet kínálati oldalán számos kihívással szembesülünk ideértve az éghajlat stabilizálását, a vízfogyasztás hatékonyságának javítását, és a termőföld megvédését a talajeróziótól. Az éghajlat stabilizálása nem könnyű, de megvalósítható, feltéve, hogy gyorsan cselekszünk. Ehhez egy évtized leforgása alatt a szén-dioxid-kibocsátás hatalmas mértékű, mintegy 80 százalékos csökkentésére van szükség, mert csak így lehet esélyünk az éghajlatváltozás legrosszabb következményeinek elkerülésére. Ez viszont a világ energia-gazdaságának hatalmas mértékű átalakítását jelenti.”   A szerző energiapolitikai átmenettel kapcsolatos nézetei  túlságosan optimistának bizonyultak. A világ teljes energiafogyasztásában a megújuló energiák részaránya 1965 és 2022 között 6,2 %-ról csak 18,2%-ra emelkedett.
A mezőgazdaság vízhasználatával kapcsolatban a szerző az alábbiakra hívja fel a figyelmet:
Alapvetően fontos tényező a vízhasználat hatékonyságának növelése, mivel a teljes vízfogyasztás 70 százalékát mezőgazdasági öntözésre használják. 
Egyes öntözési technikák sokkal sikeresebbek, mint mások. A legkevésbé hatékony technika az árasztásos és a barázdás öntözés. A körforgó öntözőberendezésekre támaszkodó esőztető öntözés, melyet gyakran lehet látni a Nagy-síkság nyugati részében, valamint a csepegtetéses öntözés sokkal hatékonyabb. 
A vízfogyasztás csökkentésének egy másik lehetősége az, ha ösztönözzük a vizet nagy hatékonysággal felhasználó haszonnövények termesztését.

## Magyar fordítás
Lester R. Brown. Teli bolygó, üres tányérok (Az élelmiszerhiány új geopolitikája) [archivált változat] ford.: Bíró Dávid: (2013). Hozzáférés ideje: 2023. október 8. [archiválás ideje: 2015. június 29.]